# プロヴォローネ

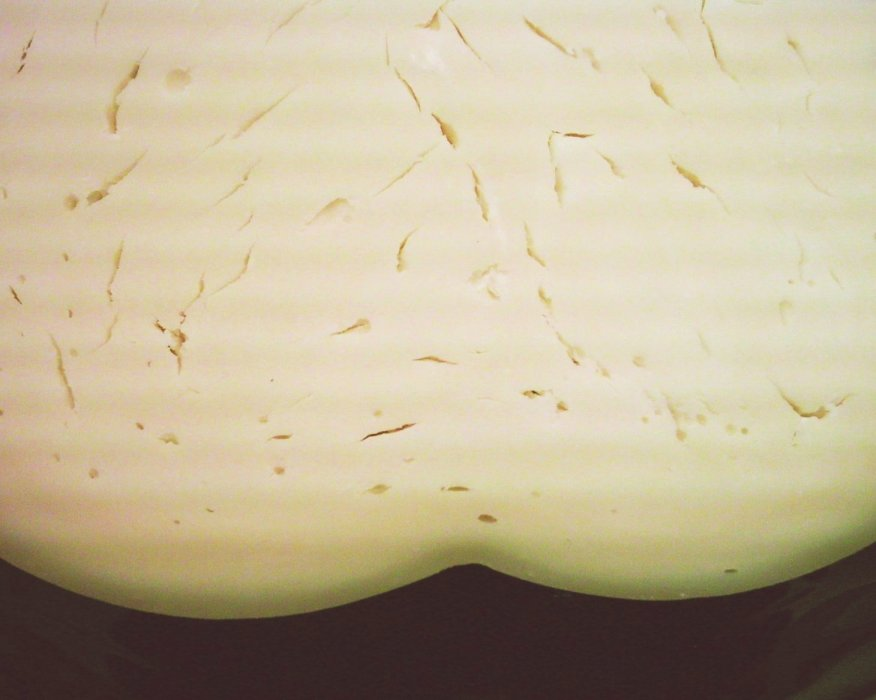
熟成されたプロヴォローネの内部には、細かいヒビが入っている

プロヴォローネ (provolone)、プロヴォローネ・ヴァルパダーナ (Provolone Valpadana) は、イタリアの北部パダーナ高原などで生産されるセミ・ハードタイプのチーズのひとつ。生産地はパダーナ（ロンバルディア州）だけでなく、ヴェネト州、エミリア＝ロマーニャ州、トレンティーノ＝アルト・アディジェ州、カンパーニア(Provolone del Monaco,Auricchio,他)、バシリカータに分布する。牛の乳を原料とするチーズで、重量は500グラムから100キログラムの大型のものまであり、その外見もさまざま。南イタリアが発祥で、当初の形状はボール形であったが現代では円柱、サラミ形、メロン形、洋梨形などが見られる。プロヴォローネ・ヴァルパダーナは1996年DOP認定。
イタリアのナポリ原産とされる。
子牛のレンネットを使用する柔らかい風味のドルチェ(dolce)と、子羊のレンネットを使用する強い風味のピッカンテ(piccante)がある。
ナポリにはピカンテをさらに熟成したストラヴェッキオ(Provolone Stravecchio)もある。
そのまま、あるいはスライスしてパイナップルなどのフルーツとともに食べる。
古く、硬くなったものは粉末状に削って、肉料理に振りかけたりもする。